# Copa da Eslovênia de 2020–21
A Copa da Eslovênia de Futebol é o segundo campeonato mais importante da Eslovênia. O torneio se iniciou em 1992 e está na sua 32⁰ ediçã. O vencedor do torneio se classifica para a primeira pré-eliminatória da Liga Conferência da Europa

## Equipes classificadas
| Campeonato Esloveno de 2019-20 | MNZ Regional Cups                                            |
| ------------------------------ | ------------------------------------------------------------ |
| Aluminij                       | MNZ Koper Cup de 2019–20: Koper e Jadran Dekani              |
| Bravo                          | MNZG-Kranj Cup de 2019–20: Bohinj e Šenčur                   |
| Celje                          | MNZ Lendava Cup de 2019–20: Odranci e Nafta 1903             |
| Domžale                        | MNZ Ljubljana Cup de 2019–20: Radomlje e Ilirija 1911        |
| Maribor                        | MNZ Maribor Cup de 2019–20: Dravograd e Fužinar              |
| Mura                           | MNZ Murska Sobota Cup de 2019–20: Čarda Martjanci e Beltinci |
| Olimpija Ljubljana             | MNZ Nova Gorica Cup de 2019–20: Adria Miren e Brda           |
| Rudar Velenje                  | MNZ Ptuj Cup de 2019–20: Drava Ptuj e Bistrica               |
| Tabor Sežan                    | MNZ Celje de 2019–20: Mons Claudius e Brežice 1919           |
| Triglav Kranj                  |                                                              |

## Primeira fase
Os jogos da primeira fase foram disputados entre os dias 2 e 23 de setembro de 2020.
| 02 de setembro de 2020 | Odranci (4) | 0 – 1 (pro) | Triglav Kranj (2) | Športni Park Odranci, Odranci      |  |
| 16:30                  |             | Relatório   | Janković 122'     | Público: 250 Árbitro: Alen Borošak |  |

| 02 de setembro de 2020 | Bohinj (4) | 0 – 10    | Koper (1) | Igrišče Danica, Bohinjska Bistrica |  |
| 16:00                  |            | Relatório | Stevanović 9', 13', 56' · Mulahusejnović 18' · Čirjak 36' · Vršič 62' · Vekić 65', 90' · Krajinović 83' · Badžim 87' | Público: 150 Árbitro: Božo Kondić  |  |

| 02 de setembro de 2020 | Adria Miren (3) | 0 – 2     | Aluminij (1)               | Pri Štantu Stadium, Miren         |  |
| 16:00                  |                 | Relatório | Grajfoner 40' · Klepač 73' | Público: 60 Árbitro: Mihael Antič |  |

| 02 de setembro de 2020 | Brežice 1919 (2)                  | 4 – 0     | Jadran Dekani (2) | Stadion Brežice, Brežice           |  |
| 19:00                  | Ribič 34', 36' · Rešetič 41', 74' | Relatório |                   | Público: 70 Árbitro: Bojan Tkalčič |  |

| 02 de setembro de 2020 | Šenčur (3) | 0 – 7     | Nafta 1903 (2)                                                            | Šenčur Sports Park, Šenčur          |  |
| 16:00                  |            | Relatório | Haljeta 13' · Oštrek 16', 40' · Bizjak 39', 42' · Pozsgai 56' · Vinko 90' | Público: 100 Árbitro: Roberto Ponis |  |

| 02 de setembro de 2020 | Čarda Martjanci (4) | 1 – 5     | Rudar Velenje (2)                                                | ŠRC Martjanci, Martjanci                  |  |
| 16:00                  | Barbarič 67'        | Relatório | Malačič 1' (g.c.) · Žurga 55' · Vošnjak 72', 77' · Jovanović 75' | Público: 150 Árbitro: Aleksandar Matković |  |

| 02 de setembro de 2020 | Mons Claudius (4) | 0 – 8     | Radomlje (2)                                                                        | Rogatec Športni Park, Rogatec        |  |
| 16:00                  |                   | Relatório | Đuzić 9', 77' · Nikolić 15', 48', 58' · Cerar 28' · Jazbec 83' · Turnšek 87' (g.c.) | Público: 50 Árbitro: Marko Podgoršek |  |

| 02 de setembro de 2020 | Dravograd (3) | 0 – 6     | Drava Ptuj (2)                                                       | Dravograd Sports Centre, Dravograd    |  |
| 16:00                  |               | Relatório | Dodlek 23', 80' · Kahrimanović 40' · Marcius 54' · Gassmann 72', 87' | Público: 250 Árbitro: Denis Halilović |  |

| 02 de setembro de 2020 | Bistrica (3)       | 1 – 2     | Tabor Sežan (1)       | Slovenska Bistrica Sports Park, Slovenska Bistrica |  |
| 16:00                  | Jaša Martinčič 63' | Relatório | Babić 52' · Rovas 61' | Público: 200 Árbitro: Bojan Mertik                 |  |

| 02 de setembro de 2020 | Fužinar (2)                             | 3 – 1     | Brda (2)   | Mestni Stadion, Ravne na Koroškem   |  |
| 16:00                  | Fasvald 15' · Grubelnik 19' · Kovač 71' | Relatório | Frelih 85' | Público: 100 Árbitro: Martin Matoša |  |

| 16 de setembro de 2020 | Ilirija 1911 (3) | 0 – 6     | Domžale (1)                                                                    | Ilirija Sports Park, Ljubljana    |  |
| 15:00                  |                  | Relatório | Mavretič 1' · Vuklišević 11' · Zec 58' (g.c.) · Kolobarić 68', 81' · Mujan 86' | Público: 0 Árbitro: Martin Matoša |  |

| 23 de setembro de 2020 | Beltinci (2)                | 2 – 0     | Bravo (1) | Beltinci Sports Park, Beltinci     |  |
| 15:00                  | Pihler 51' · Verunica 90+1' | Relatório |           | Público: 180 Árbitro: Roman Glažar |  |

## Oitavas de Final
Os jogos das oitavas de final foram disputados entre os dias 20 de outubro de 2020 e 18 de março de 2021.
| 20 de outubro de 2020 | Rudar Velenje (2) | 0 – 3     | Maribor (1)                               | Ob Jezeru City Stadium, Velenje     |  |
| 18:00                 |                   | Relatório | Martinović 54' · Tavares 79' · Mlakar 90' | Público: 0 Árbitro: Marko Podgoršek |  |

| 21 de outubro de 2020 | Brežice 1919 (2)     | 3 – 3 (pro) (0–2 p) | Olimpija Ljubljana (1)                      | Stadion Brežice, Brežice         |  |
| 16:00                 | Sokler 32', 66', 74' | Relatório           | Vukušić 30' · Vombergar 80' · Samardžić 86' | Público: 0 Árbitro: Bojan Mertik |  |

| 21 de outubro de 2020 | Radomlje (2)                      | 3 – 2     | Tabor Sežan (1)        | Radomlje Sports Park, Radomlje   |  |
| 14:00                 | Primc 52' · Petek 55' · Varga 83' | Relatório | Doukoure 3' · Hlad 40' | Público: 0 Árbitro: Alen Borošak |  |

| 21 de outubro de 2020 | Koper (1)                                | 3 – 1 (pro) | Aluminij (1) | Bonifika Koper, Koper               |  |
| 18:00                 | Vršič 48' · Borna 117' · Stevanović 121' | Relatório   | Štusej 37'   | Público: 0 Árbitro: Asmir Sagrković |  |

| 22 de outubro de 2020 | Drava Ptuj (2)          | 2 – 0     | Mura (1) | Zavrč Sports Park, Zavrč          |  |
| 14:00                 | Marcius 48' · Piras 79' | Relatório |          | Público: 0 Árbitro: Bojan Tkalčič |  |

| 17 de março de 2021 | Nafta 1903 (2)                      | 3 – 2     | Fužinar (2)               | Lendava Sports Park, Lendava       |  |
| 16:00               | Bizjak 33' · Oštrek 35' · Szabó 65' | Relatório | Koritnik 4' · Potokar 24' | Público: 30 Árbitro: Dejan Balažič |  |

| 18 de março de 2021 | Beltinci (2) | 0 – 3     | Domžale (1)                              | Beltinci Sports Park, Beltinci   |  |
| 14:00               |              | Relatório | Karić 12' · Kolobarić 17' · Podlogar 79' | Público: 0 Árbitro: Roman Glažar |  |

| 18 de março de 2021 | Triglav Kranj (2) | 1 – 2     | Celje (1)               | Stanko Mlakar Stadium, Kranj       |  |
| 16:00               | Čeh 7'            | Relatório | Kljun 2' · Matjašič 13' | Público: 0 Árbitro: Darjan Kovačič |  |

## Quartas de Final
Os jogos das quartas de final serão disputados nos dias 27 e 28 de abril de 2021.
| 27 de abril de 2021 | Domžale (1)                  | 2 – 1     | Maribor (1) | Športni park Domžale, Domžale |  |
| 17:30               | Podlogar 23' · Jakupovic 43' | Relatório | Klinar 60'  | Público: 0 Árbitro: Matej Jug |  |

| 28 de abril de 2021 | Drava Ptuj (2) | 0 – 2     | Koper (1)               | Zavrč Sports Park, Zavrč            |  |
| 15:00               |                | Relatório | Mulahusejnović 28', 81' | Público: 0 Árbitro: Asmir Sagrković |  |

| 28 de abril de 2021 | Nafta 1903 (2) | 0 – 1 (pro) | Olimpija Ljubljana (1) | Lendava Sports Park, Lendava      |  |
| 17:30               |                | Relatório   | Vombergar 111'         | Público: 0 Árbitro: Slavko Vinčić |  |

| 27 de abril de 2021 | Celje (1)               | 2 – 0     | Radomlje (2) | Stadion Z'dežele, Celje          |  |
| 15:00               | Brecl 85' · Kerin 90+2' | Relatório |              | Público: 0 Árbitro: Mihael Antič |  |

## Semifinais
Os jogos das semifinais serão disputados no dia 12 de maio de 2021.
| 12 de maio de 2021 | Celje (1) | 1 – 0     | Koper (1) | Stadion Z'dežele, Celje |
|                    |           | Relatório |           |                         |

| 12 de maio de 2021 | Domžale (1) | 0 –1      | Olimpija Ljubljana (1) | Športni park Domžale, Domžale |
|                    |             | Relatório |                        |                               |

## Finais
| 25 de maio de 2021 | Celje (1) | 1–2       | Olimpija Ljubljana (1) | Športni park Domžale, Domžale |
|                    |           | Relatório |                        |                               |

## Artilheiros
Atualizado em 02 de maio de 2021
| Pos. | Jogador               | Equipe       | Gols |
| ---- | --------------------- | ------------ | ---- |
| 1    | Stefan Stevanović     | Koper        | 4    |
| 2    | Dario Kolobarić       | Domžale      | 3    |
| 2    | Ester Sokler          | Brežice 1919 | 3    |
| 2    | Jaka Bizjak           | Nafta 1903   | 3    |
| 2    | Nardin Mulahusejnović | Koper        | 3    |
| 2    | Stjepan Oštrek        | Nafta 1903   | 3    |
| 2    | Žan Nikolić           | Radomlje     | 3    |